# Вотчинная монархия
Во́тчинная мона́рхия — разновидность монархии и этап развития земледельческих государств, следующий за феодальной раздробленностью (в России — политической раздробленностью) в узком смысле слова (феодальной анархией, аристократическим строем) и предшествующий сословно-представительной монархии. Основными чертами вотчинной монархии являются:
- закрепление верховной власти за одним из крупных феодалов и его потомством, прекращение выборов монарха крупными феодалами.
- восстановление фактического лидерства главы государства.
- начало централизации и создания национального государства в союзе с мелкими и средними феодалами (см. рыцарь, боярин), а также с третьим сословием.
- существование совета представителей вассалов при главе государства, в который впоследствии (при переходе к сословно-представительной монархии) допускаются делегаты от третьего сословия.

Классическими вотчинными монархиями являются Англия и Франция XII—XIII веков.

## В России
Признаки вотчинной монархии наблюдаются во Владимиро-Суздальском княжестве начиная со второй половины XII века, когда младшие Юрьевичи с помощью горожан наносят решающее поражение старому боярству, влиявшему на порядок наследования. Монгольское нашествие на Русь вмешалось в естественный ход развития Руси, и следующий первый факт передачи верховной власти без учёта мнения крупных феодалов относится лишь к 1389 году. Пресняков А. Е.:
Сосредоточение всей власти в руках московского государя достигнуто путём фактической ломки и принципиального отрицания силы обычного права в пользу вотчинного самодержавия.
Нестеров Ф. Ф.:
Вотчинная монархия Ивана III могла выставить большую феодальную армию и дольше держать её под знамёнами, чем любая сословно-представительная монархия Европы... Иван III, государь-вотчинник, ведёт себя уже в XV веке по отношению к вольным городам, Новгороду и Пскову, и к удельным князьям совсем так, как будут третировать коммунальные и областные вольности, а также права феодальной знати западноевропейские абсолютные монархи.